# مارك ليندكويست
مارك ليندكويست (بالإنجليزية: Mark Lindquist)‏ (10 مارس 1959، سياتل في الولايات المتحدة)؛ مؤلف، كاتب وروائي أمريكي.